# Hugo van Win
Hugo van Win (Amsterdam, 14 oktober 1920 - aldaar, 22 mei 2004) was een Nederlandse zakenman en bestuurder. Hij was een van de oprichters van COC Nederland en later tien jaar bestuurslid.

## Levensloop
Van Win groeide op in een Joods gezin. Zijn vader was dropfabrikant. Van Win studeerde aan het HBS aan de Jozef Israëlskade in Amsterdam. Van Win werkte van mei 1942 tot januari 1943 in de Joodse psychiatrische instelling Het Apeldoornsche Bosch. De nacht voordat het grootste deel van de bewoners werd afgevoerd naar Auschwitz vluchtte hij weg. 
Via een kennis kwam hij contact met Maup Staudt van het Arbeidsbureau in Hengelo. Staudt bood Van Win de mogelijkheid om zich onder een valse naam op te geven voor de arbeitseinsatz in Duitsland en daar onder te duiken. Van Win maakte gebruik van het aanbod. Hij vond werk als boekhouder op een kantoor van Siemens AG in Balingen in het zuiden van Duitsland. Van juli 1944 tot het einde van de oorlog werkte Van Win voor Siemens in Berlijn. Bij terugkeer in Nederland bleek dat van zijn gezin allen de oorlog hadden overleefd. Zijn ouders en zus in de onderduik, zijn broer was naar Engeland gevlucht.
In zijn tienertijd had Van Win ontdekt dat hij zich aangetrokken voelde tot mannen. Na de oorlog was hij een van de oprichters van COC Nederland. Van 1954 tot 1964 was hij penningmeester van de homobelangenorganisatie. Daarnaast was hij actief in de textielhandel. Na het overlijden van zijn vader nam Van Win in 1955 de dropfabriek over. Van Win was ook een fervent verzamelaar van glas.